# Championnat d'Argentine de football 2017-2018
Navigation
Saison précédente Saison suivante
La saison 2017-2018 du championnat d'Argentine de football est la 89e édition professionnelle de la première division en Argentine. Vingt-huit équipes disputent la compétition et tentent de succéder au Club Atlético Boca Juniors le tenant du titre.

## Clubs participants
| \| Buenos Aires La Plata Santa Fe Paraná Mendoza Rosario San Juan Córdoba Bahía Blanca Tucumán \| Villes représentées lors de la saison 2017-2018 |
| Buenos Aires La Plata Santa Fe Paraná Mendoza Rosario San Juan Córdoba Bahía Blanca Tucumán                                                       |

Légende des couleurs
- Copa Libertadores 2017
- Copa Sudamericana 2017
- Promu de Primera B Nacional

| Club                                            | Classement 2016-2017     | Entraîneur                 | Stade                                     | Capacité théorique |
| ----------------------------------------------- | ------------------------ | -------------------------- | ----------------------------------------- | ------------------ |
| Club Atlético Boca Juniors                      | 1er                      | Guillermo Barros Schelotto | Stade Alberto-Jacinto-Armando             | 49 000             |
| Club Atlético River Plate                       | 2e                       | Marcelo Gallardo           | Stade Monumental Antonio-Vespucio-Liberti | 61 688             |
| Club Estudiantes de La Plata                    | 3e                       | Gustavo Matosas            | Stade Ciudad de La Plata                  | 53 000             |
| Racing Club                                     | 4e                       | Diego Cocca                | Stade Président Perón                     | 51 000             |
| Club Atlético Banfield                          | 5e                       | Julio César Falcioni       | Stade Florencio-Sola                      |                    |
| Club Atlético Independiente                     | 6e                       | Sebastián Méndez           | Stade Libertadores de América             |                    |
| Club Atlético San Lorenzo de Almagro            | 7e                       | Diego Aguirre              | Stade Pedro-Bidegain                      |                    |
| Club Atlético Lanús                             | 8e                       | Jorge Almirón              | Stade Ciudad de Lanús - Néstor Díaz Pérez |                    |
| Club Atlético Newell's Old Boys                 | 9e                       | Juan Manuel Llop           | Stade Marcelo-Bielsa                      |                    |
| Club Social y Deportivo Defensa y Justicia      | 10e                      | Nelson Vivas               | Stade Norberto-Tomaghello                 |                    |
| Club Atlético Colón                             | 11e                      | Eduardo Domínguez          | Stade Brigadier General Estanislao López  |                    |
| Club Atlético Rosario Central                   | 12e                      | Paolo Montero              | Stade Gigante de Arroyito                 |                    |
| Club de Gimnasia y Esgrima La Plata             | 13e                      | Mariano Soso               | Stade Juan-Carmelo-Zerillo                |                    |
| Club Deportivo Godoy Cruz Antonio Tomba         | 14e                      | Mauricio Larriera          | Stade Malvinas-Argentinas                 |                    |
| Club Atlético Talleres                          | 15e                      | Frank Darío Kudelka        | Stade Mario-Alberto-Kempes                |                    |
| Club Olimpo                                     | 16e                      | Mario Sciacqua             | Stade Roberto-Natalio-Carminatti          |                    |
| Club Atlético Temperley                         | 18e                      | Gustavo Álvarez            | Stade Alfredo-Beranger                    |                    |
| Club Atlético Vélez Sarsfield                   | 19e                      | Omar De Felippe            | Stade José-Amalfitani                     |                    |
| Club Atlético Patronato de la Juventud Católica | 20e                      | Juan Pablo Pumpido         | Stade Presbítero Bartolomé-Grella         |                    |
| Club Atlético Tucumán                           | 21e                      | Ricardo Zielinski          | Stade Monumental José-Fierro              |                    |
| Club Atlético San Martín de San Juan            | 22e                      | Néstor Gorosito            | Stade Ingeniero Hilario-Sánchez           |                    |
| Club Atlético Unión                             | 23e                      | Leonardo Madelón           | Stade 15 de Abril                         |                    |
| Club Atlético Tigre                             | 24e                      | Ricardo Caruso Lombardi    | Stade José-Dellagiovanna                  |                    |
| Club Atlético Huracán                           | 25e                      | Gustavo Alfaro             | Stade Tomás-Adolfo-Ducó                   |                    |
| Arsenal Fútbol Club                             | 27e                      | Humberto Grondona          | Stade Julio-Humberto-Grondona             |                    |
| Club Atlético Belgrano                          | 28e                      | Sebastián Méndez           | Stade Julio-César-Villagra                |                    |
| Asociación Atlética Argentinos Juniors          | 1er (Primera B Nacional) | Alfredo Berti              | Stade Diego-Armando-Maradona              |                    |
| Club Atlético Chacarita Juniors                 | 2e (Primera B Nacional)  | Walter Coyette             | Stade de Chacarita Juniors                |                    |

## Compétition
Chacune des vingt-huit équipes joue un match contre tous ses adversaires.

## Résultats
| Résultats (▼dom., ►ext.)                                   | ARG | ARS | BAN | BEL | BOC | CHA | COL | DEF | EST | GIM | GOD | HUR | IND | LAN | NEW | OLI | PAT | RAC | RIV | ROS | SLO | SNM | TAL | TEM | TIG | TUC | UNI | VEZ |
| Argentinos Juniors                                         |     | 3-2 | —   | 1-2 | 2-0 | 1-0 | 0-1 | 2-1 | —   | —   | 1-2 | —   | —   | —   | 1-0 | 1-0 | —   | 2-0 | —   | —   | —   | 2-0 | —   | 2-2 | —   | 2-2 | 3-1 | —   |
| Arsenal                                                    | —   |     | —   | —   | —   | —   | 0-1 | —   | —   | 0-0 | —   | 1-1 | 1-2 | 2-1 | —   | —   | 1-1 | —   | 0-3 | 4-0 | —   | 0-1 | 0-1 | 0-1 | 0-0 | —   | —   | 1-1 |
| Banfield                                                   | 2-3 | 1-2 |     | 2-1 | 0-1 | 2-1 | 1-1 | 0-1 | —   | —   | 1-1 | —   | —   | —   | 1-0 | 3-0 | —   | 1-0 | —   | —   | —   | —   | —   | 0-0 | —   | 0-0 | 0-2 | —   |
| Belgrano                                                   | —   | 3-0 | —   |     | —   | —   | 1-0 | —   | —   | 2-0 | —   | 1-0 | 0-0 | 0-0 | —   | —   | 2-2 | 2-2 | —   | —   | —   | 1-0 | 0-0 | 2-3 | 0-0 | —   | —   | 2-2 |
| Boca Juniors                                               | —   | 2-0 | —   | 4-0 |     | 1-0 | 2-0 | 1-2 | —   | —   | 4-1 | —   | —   | —   | 3-1 | 3-0 | —   | 1-2 | —   | —   | —   | 4-2 | 2-1 | 1-0 | 2-1 | —   | 2-0 | —   |
| Chacarita Juniors                                          | —   | 2-2 | —   | 0-1 | —   |     | 0-2 | —   | —   | 2-0 | —   | 0-2 | 1-2 | 3-0 | —   | —   | —   | 1-1 | —   | —   | —   | 1-4 | 0-1 | 1-2 | 1-1 | —   | —   | 2-0 |
| Colón                                                      | —   | —   | —   | —   | —   | —   |     | 3-1 | 0-0 | 1-0 | —   | 0-0 | 0-1 | 1-2 | —   | —   | 4-0 | —   | 0-0 | 1-1 | —   | 3-3 | 0-2 | 2-0 | 3-1 | —   | —   | 0-1 |
| Defensa y Justicia                                         | —   | 2-0 | —   | 1-1 | —   | 4-2 | —   |     | —   | 4-4 | 3-2 | 0-0 | —   | 3-0 | —   | 1-1 | 1-0 | 3-2 | 1-3 | 3-1 | —   | —   | —   | —   | —   | —   | 1-3 | 0-1 |
| Estudiantes                                                | 1-0 | 2-1 | 1-1 | 0-1 | 0-1 | 0-2 | —   | 0-1 |     | —   | 0-1 | —   | —   | —   | 4-2 | 1-0 | —   | 1-2 | —   | —   | 1-3 | —   | —   | —   | —   | 1-0 | 2-0 | —   |
| Gimnasia                                                   | 1-3 | —   | 0-2 | —   | 2-2 | —   | —   | —   | 0-0 |     | —   | 1-3 | —   | 1-3 | 2-0 | —   | 2-0 | —   | 2-1 | 2-1 | 1-0 | —   | —   | —   | —   | 1-2 | —   | 4-0 |
| Godoy Cruz                                                 | —   | 1-0 | —   | 2-1 | —   | 1-0 | 2-1 | —   | —   | 3-0 |     | 2-1 | 1-0 | 4-1 | —   | —   | —   | 1-2 | —   | —   | —   | 2-0 | 2-1 | 3-0 | 2-0 | —   | —   | —   |
| Huracán                                                    | 1-0 | —   | 1-1 | —   | 3-3 | —   | —   | —   | 1-0 | —   | —   |     | —   | 4-0 | 1-0 | —   | 1-1 | —   | 1-0 | 2-3 | 1-1 | —   | —   | —   | —   | 3-2 | 0-0 | 1-0 |
| CA Independiente                                           | 2-1 | —   | 1-0 | —   | 1-0 | —   | —   | 0-1 | 1-2 | 2-2 | —   | 3-1 |     | 0-1 | —   | —   | 1-1 | —   | 1-0 | 1-1 | 0-1 | —   | —   | —   | —   | 0-2 | —   | 1-0 |
| Lanús                                                      | 0-0 | —   | 0-0 | —   | 0-1 | —   | —   | —   | 0-0 | —   | —   | —   | —   |     | 1-0 | 0-2 | 1-1 | —   | 1-0 | 1-1 | 0-2 | —   | —   | —   | —   | 0-0 | 2-1 | 0-0 |
| Newell's Old Boys                                          | —   | 2-1 | —   | 0-1 | —   | 2-1 | 0-1 | 1-0 | —   | —   | 0-0 | —   | 0-1 | —   |     | 2-0 | —   | 2-2 | —   | —   | —   | 2-0 | 2-1 | 0-0 | 2-1 | —   | 1-1 | —   |
| Club Olimpo                                                | —   | 2-1 | —   | 1-2 | —   | 2-0 | 0-3 | —   | —   | 0-1 | 1-1 | 0-2 | 1-1 | —   | —   |     | —   | 1-2 | —   | —   | —   | 0-2 | 2-2 | 1-1 | 1-5 | —   | —   | —   |
| Patronato                                                  | 2-1 | —   | 0-0 | —   | 0-2 | 3-0 | —   | —   | 0-1 | —   | 0-0 | —   | —   | —   | 0-0 | 1-0 |     | —   | 0-1 | 3-0 | 0-0 | —   | —   | —   | —   | 2-1 | 2-3 | —   |
| Racing Club                                                | —   | 2-0 | —   | —   | —   | —   | 1-3 | —   | —   | 3-1 | —   | 4-0 | 0-1 | 3-1 | —   | —   | 5-0 |     | 0-2 | —   | —   | 0-0 | 1-1 | 4-1 | 1-0 | —   | —   | 2-1 |
| River Plate                                                | 1-1 | —   | 3-1 | 3-1 | 1-2 | 1-1 | —   | —   | 2-0 | —   | 2-2 | —   | —   | —   | 1-3 | 2-0 | —   | —   |     | 2-0 | 2-0 | —   | —   | —   | —   | 2-2 | 2-0 | —   |
| CA Rosario Central                                         | 1-3 | —   | 0-4 | 2-1 | 1-0 | 3-1 | —   | —   | 1-1 | —   | 1-2 | —   | —   | —   | 1-0 | 5-0 | —   | 0-2 | —   |     | 0-0 | —   | —   | —   | —   | 0-1 | 1-0 | —   |
| San Lorenzo                                                | 1-0 | 1-0 | 0-1 | 2-0 | 1-1 | 1-0 | 0-0 | 3-1 | —   | —   | 0-5 | —   | —   | —   | 1-0 | 2-0 | —   | 1-1 | —   | —   |     | —   | —   | —   | —   | 2-0 | 0-0 | —   |
| San Martín                                                 | —   | —   | 2-1 | —   | —   | —   | —   | 1-0 | 1-0 | 3-0 | —   | 0-1 | 0-4 | 1-1 | —   | —   | 2-0 | —   | 1-3 | 3-1 | 1-3 |     | 1-1 | —   | 0-0 | —   | —   | 0-2 |
| Talleres                                                   | 2-0 | —   | 1-0 | —   | —   | —   | —   | 1-0 | 0-1 | 2-0 | —   | 0-0 | 0-2 | 5-2 | —   | —   | 1-0 | —   | 4-0 | 0-1 | 2-0 | —   |     | —   | —   | 3-1 | —   | 0-0 |
| Temperley                                                  | —   | —   | —   | —   | —   | —   | —   | 1-4 | 0-3 | 1-1 | —   | 1-2 | 0-0 | 2-2 | —   | —   | 1-2 | —   | 0-1 | 1-1 | 0-2 | 1-0 | 0-1 |     | 2-1 | —   | —   | 2-4 |
| Tigre                                                      | 2-0 | —   | 1-2 | —   | —   | —   | —   | 1-1 | 2-0 | 2-0 | —   | 0-2 | 1-1 | 0-0 | —   | —   | 1-3 | —   | 1-1 | 1-1 | 1-2 | —   | 0-0 | —   |     | —   | —   | 0-3 |
| Atlético Tucumán                                           | —   | 0-0 | —   | 0-0 | 1-1 | 1-1 | 2-0 | 0-1 | —   | —   | 2-1 | —   | —   | —   | 1-1 | 1-1 | —   | 3-1 | —   | —   | —   | 2-1 | —   | 3-0 | 0-0 |     | 0-0 | —   |
| Unión                                                      | —   | 0-0 | —   | 1-1 | —   | 0-0 | 1-1 | —   | —   | 1-0 | 2-0 | —   | 1-0 | —   | —   | 2-0 | —   | 2-1 | —   | —   | —   | 1-1 | 3-0 | 3-0 | 3-3 | —   |     | —   |
| Vélez Sarsfield                                            | 1-1 | —   | 1-0 | —   | 0-4 | —   | —   | —   | 3-3 | —   | 0-1 | —   | —   | —   | 1-0 | 3-0 | 0-2 | —   | 1-0 | 2-2 | 2-2 | —   | —   | —   | —   | 2-0 | 0-2 |     |
| - Victoire à domicile - Match nul - Victoire à l'extérieur |     |     |     |     |     |     |     |     |     |     |     |     |     |     |     |     |     |     |     |     |     |     |     |     |     |     |     |     |

### Classement
| Rang | Équipe                        | Pts | J  | G  | N  | P  | Bp | Bc | Diff |
| ---- | ----------------------------- | --- | -- | -- | -- | -- | -- | -- | ---- |
| 1    | Boca Juniors T                | 58  | 27 | 18 | 4  | 5  | 50 | 22 | +28  |
| 2    | Godoy Cruz (Mendoza)          | 56  | 27 | 17 | 5  | 5  | 45 | 24 | +21  |
| 3    | San Lorenzo                   | 50  | 27 | 14 | 8  | 5  | 31 | 20 | +11  |
| 4    | Huracán                       | 48  | 27 | 13 | 9  | 5  | 35 | 24 | +11  |
| 5    | Talleres (Córdoba)            | 46  | 27 | 13 | 7  | 7  | 33 | 20 | +13  |
| 6    | Independiente                 | 46  | 27 | 13 | 7  | 7  | 29 | 19 | +10  |
| 7    | Racing Club                   | 45  | 27 | 13 | 6  | 8  | 46 | 32 | +14  |
| 8    | River Plate                   | 45  | 27 | 13 | 6  | 8  | 39 | 26 | +13  |
| 9    | Defensa y Justicia            | 44  | 27 | 13 | 5  | 9  | 41 | 34 | +7   |
| 10   | Unión (Santa Fe)              | 43  | 27 | 11 | 10 | 6  | 33 | 23 | +10  |
| 11   | Colón (Santa Fe)              | 41  | 27 | 11 | 8  | 8  | 32 | 22 | +10  |
| 12   | Argentinos Juniors P          | 41  | 27 | 12 | 5  | 10 | 36 | 30 | +6   |
| 13   | Belgrano (Córdoba)            | 40  | 27 | 10 | 10 | 7  | 29 | 28 | +1   |
| 14   | Vélez Sarsfield               | 38  | 27 | 10 | 8  | 9  | 31 | 32 | -1   |
| 15   | Atlético Tucumán              | 36  | 27 | 8  | 12 | 7  | 29 | 26 | +3   |
| 16   | Estudiantes                   | 36  | 27 | 10 | 6  | 11 | 25 | 26 | -1   |
| 17   | Banfield                      | 35  | 27 | 9  | 8  | 10 | 27 | 24 | +3   |
| 18   | San Martín (San Juan)         | 33  | 27 | 8  | 6  | 12 | 30 | 36 | -6   |
| 19   | Patronato (Paraná)            | 33  | 27 | 8  | 9  | 10 | 26 | 32 | -6   |
| 20   | Rosario Central               | 32  | 27 | 8  | 8  | 11 | 30 | 41 | -11  |
| 21   | Lanús                         | 29  | 27 | 6  | 11 | 10 | 20 | 37 | -17  |
| 22   | Newell's Old Boys (Rosario)   | 27  | 27 | 8  | 6  | 13 | 23 | 28 | -5   |
| 24   | Gimnasia y Esgrima (La Plata) | 27  | 27 | 7  | 6  | 14 | 28 | 43 | -15  |
| 23   | Tigre                         | 24  | 27 | 4  | 12 | 11 | 26 | 33 | -7   |
| 25   | Temperley                     | 23  | 27 | 5  | 8  | 14 | 22 | 46 | -24  |
| 26   | Chacarita Juniors P           | 18  | 27 | 4  | 6  | 17 | 23 | 40 | -17  |
| 27   | Arsenal                       | 17  | 27 | 3  | 8  | 16 | 19 | 36 | -17  |
| 28   | Olimpo (Bahía Blanca)         | 15  | 27 | 3  | 6  | 18 | 16 | 50 | -34  |

| Légende : Qualifications et relégations | Légende : Qualifications et relégations                                                     |
| --------------------------------------- | ------------------------------------------------------------------------------------------- |
|                                         | Qualification pour la phase de groupe de la Copa Libertadores 2019                          |
|                                         | Qualification pour le 2e tour qualificatif de la Copa Libertadores 2019                     |
|                                         | Qualification pour le 1er tour qualificatif de la Copa Libertadores 2019                    |
|                                         | Qualification pour le 1er tour de la Copa Sudamericana 2019                                 |
|                                         | Relégation directe en Primera B Nacional                                                    |
|                                         | T : Tenant du titre C : Vainqueur de la Copa Argentina P : Club promu de Primera B Nacional |

### Relégation
La relégation en Primera B est déterminée par un classement des clubs selon la moyenne de points obtenus lors des quatre dernières saisons. Seuls les points et le nombre de matchs en première division sont comptés, les quatre clubs avec le coefficient le moins élevé sont relégués.

### Classement des buteurs
| Place             | Joueur                  | Club               | Buts |
| ----------------- | ----------------------- | ------------------ | ---- |
| Médaille d'or     | Santiago Damián García  | Godoy Cruz         | 16   |
| Médaille d'argent | Sebastián Ribas         | Patronato          | 13   |
| Médaille d'argent | Lautaro Martínez        | Racing Club        | 13   |
| 4                 | Ramón Ábila             | Boca Juniors       | 10   |
| -                 | Fernando Andrés Márquez | Defensa y Justicia | 10   |
| -                 | Franco Soldano          | Union              | 10   |
| 7                 | Darío Cvitanich         | Banfield           | 9    |

## Bilan de la saison
| Championnat d'Argentine de football 2017-2018 | |
| Champion                                      | Boca Juniors (33e titre)                                                                                        |
| Qualifications continentales                  | |
| Copa Libertadores 2019                        | River Plate Boca Juniors Godoy Cruz (Mendoza) Rosario Central San Lorenzo de Almagro Huracán Talleres (Córdoba) |
| Copa Sudamericana 2019                        | Independiente Racing Club Defensa y Justicia Unión (Santa Fe) Colón (Santa Fe) Argentinos Juniors               |
| Promotions et relégations                     | |
| Promus en Primera A                           | Aldosivi (Mar del Plata)                                                                                        |
| Relégués en Primera B Nacional                | Chacarita Juniors Arsenal Olimpo (Bahía Blanca) Temperley                                                       |